# أميرة سعدي
أميرة سعدي (من مواليد 10 سبتمبر 1994 ) هي لاعبة كرة طائرة جزائرية. كانت جزءًا من المنتخب الوطني الجزائري للكرة الطائرة.

## روابط خارجية
- الملف الشخصي في FIVB.org
- http://www.todor66.com/volleyball/Asia/Women_AG_2010.html
- http://www.scoresway.com/؟sport=volleyball&page=player&id=14346